# 山西省监察委员会
37°49′17″N 112°30′28″E / 37.82128°N 112.50765°E
山西省监察委员会，简称山西省监委，是中华人民共和国山西省的省级地方国家监察机关，与中国共产党山西省纪律检查委员会合署办公。

## 历史沿革
2016年12月25日，第十二届全国人大常委会第二十五次会议表决通过了《全国人民代表大会常务委员会关于在北京市、山西省、浙江省开展国家监察体制改革试点工作的决定》。
2017年1月19日，山西省监察委员会正式挂牌，是中国第一个正式挂牌的省级监察委员会。

## 组织机构
职能部门
- 办公厅
- 组织部
- 宣传部
- 政策法规研究室
- 党风政风监督室
- 信访室
- 案件监督管理室
- 第一至第八监督检查室
- 第九至第十二审查调查室
- 案件审理室
- 纪检监察干部监督室
- 机关党委

直属事业单位
- 后勤服务中心
- 审计中心
- 培训中心
- 电教中心
- 信息中心
- 党纪教育基地
- 信访大厅

## 历任领导
第十二届人大
- 任期：2017年1月－2018年1月
- 主任：任建华
- 副主任：陈学东、郝权、孟萧
- 委员：何青、王帅红、王成禹、孙京民、王海林、荣奋刚

第十三届人大
- 任期：2018年2月1日－
- 主任：任建华（－2019年7月31日[3]） → 王拥军（2020年1月18日[4]－）
- 副主任：陈学东（－2019年4月28日）、郝权（－2019年7月31日）、王鹏（2019年11月29日－）、孟萧、曾庆勇（－2019年11月29日）、王帅红（2020年7月31日[5]－）、李新春（2021年－）
- 委员：何青、王帅红（－2020年7月31日）、王成禹（－2018年5月31日）、孙京民、王海林、荣奋刚、王晓鹏（2018年5月31日－）